# Cayuga Speedway
Der Cayuga Speedway, auch bekannt unter dem Namen Cayuga 2000 Speedway, war eine Motorsport-Rennstrecke in Cayuga (Ontario), Kanada. Die Strecke wurde im Jahre 1966 eröffnet und war zwischenzeitlich eine der wichtigsten Rennsportstätten Kanadas. Die nach einem Eigentümerwechsel zuletzt als Jukasa Motor Speedway bezeichnete Strecke wurde 2021 geschlossen.

## Streckenbeschreibung
Es ist ein 0,63 Meilen (1,01 Kilometer) Oval. Im Umfeld der Strecke befinden sich zahlreiche Campingplätze und kostenlose Parkplätze. Gelegentlich finden an den Rennwochenenden auf der Rennstrecke auch Konzerte statt.
Am 8. Juni 2006 übernahm eine Firma aus Toronto die Strecke. Diese verbesserte die Strecke, so dass man sich Hoffnungen auf ein Rennen der NASCAR Nationwide Series in der Saison 2007 machte. Diese wählte allerdings den Circuit Gilles-Villeneuve in Montreal als den Austragungsort ihres ersten Rennens in Kanada.
2010 wurde der Betrieb eingestellt. 2014 erfolgte der Verkauf an die neuen Eigentümer Ken Hill und Jerry Montour die in der Folge eine umfangreiche Renovierung der Anlage einleiteten. Am 26. August 2017 erfolgte die Wiedereröffnung unter dem neuen Namen Jukasa Motor Speedway.
Nach dem Ausfall von 2 Rennsaisons durch die COVID-19-Pandemie sowie dem Tod von Ken Hill im Januar 2021 wurde im November 2021 das Betriebsende der Anlage bekannt gegeben.

## Veranstaltungen
Der Cayuga Speedway war von 2001 bis 2008 sowie von 2017 bis 2020 Austragungsort für Rennen der NASCAR Canada Series sowie deren Vorgängerserie der CASCAR Super Series. Am 26. Mai 2007 fand das Saisoneröffnungsrennen und gleichzeitig erste Rennen der NASCAR Canadian Tire Series auf dem Cayuga Speedway statt. D. J. Kennington startete in diesem Rennen von der Pole-Position. Don Thomson, Jr., ein mehrmaliger CASCAR Super Series Champion, gewann das Rennen. Insgesamt fanden 19 Rennen der nach dem Kauf durch NASCAR umbenannten kanadischen Top-Stockcar-Serie auf der Strecke statt.
Daneben gab es auch Veranstaltungen der CASCAR East Series, der Nascar North Tour, der X-1R Pro Cup Series und weiterer Oval-Rennserien auf der Strecke.